# کاگوم
کاگوم (انگلیسی: Kagome) شرکت صنایع غذایی ژاپنی است، که در سال ۱۸۹۹ تأسیس شد.